# Leicestershire
Leicestershire [ˈlɛstəʃə] ist eine Grafschaft in den East Midlands von England. Die Grafschaft ist nach dem Verwaltungssitz, der Stadt Leicester, benannt. Die Grafschaft grenzt an den Stadtkreis (Unitary Authority) von Leicester sowie an die Grafschaften Lincolnshire, Rutland, Northamptonshire, Warwickshire, Staffordshire, Derbyshire und Nottinghamshire. Große Teile des National Forest sind Teil der Grafschaft. Ohne die Stadt Leicester beträgt die Bevölkerung 648.700 Einwohner (2010), die auf einer Fläche von 2083 km² leben.
Die Grafschaft wird durch den Fluss Soar, der nordwärts in den River Trent fließt, in zwei fast gleiche Teile geteilt. Er trennt den Osten und Westen durch ein breites Tal und fließt durch das historische Leicester im Herzen der Grafschaft. Die Hauptstadt blühte in römischer Zeit und ist eine der ältesten Städte in England. Auf dem Bosworth Field fand eine der folgenschweren Schlachten statt, die den Lauf der englischen Geschichte veränderten.

## Geschichte
Der Hortfund von Hallaton zeugt von eisenzeitlicher Besiedlung.
Leicestershire füllte nach dem Domesday Book, einem durch Wilhelm dem Eroberer im 11. Jahrhundert veranlassten Zensus vier wapentakes (Hundertschaften): Guthlaxton, Framland, Goscote und Gartree. Seit dieser Zeit haben sich die Grenzen der Grafschaft nur wenig verändert. 1974 wurde durch eine Gebietsreform die Grafschaft Rutland an Leicestershire angeschlossen. 1996 wurde diese Reform wieder aufgehoben.

## Städte und Ortschaften in Leicestershire
- Ab Cattleby, Anstey, Arnesby, Ashby-de-la-Zouch, Ashby Magna, Asfordby, Aston Flamville
- Barkby, Barrow upon Soar, Barsby, Barwell, Belton, Billesdon, Birstall, Bitteswell, Blaby, Bottesford, Branston, Breedon on the Hill, Broughton Astley, Buckminster, Burbage, Burton Overy, Bushby
- Cadeby, Coalville, Cosby, Countesthorpe, Croft
- Desford, Donisthorpe
- Earl Shilton, East Norton, Eaton, Edmondthorpe, Enderby
- Frisby on the Wreake
- Gaddesby, Gilmorton, Glenfield, Great Bowden, Great Dalby, Great Easton, Grimston, Groby, Gumley
- Hallaton, Hinckley, Hoby,  Horninghold, Hose, Houghton on the Hill, Hungarton, Husbands Bosworth
- Ibstock
- Kegworth, Keyham, Kibworth Harcourt, Kirby Muxloe, Kirkby Mallory, Knossington
- Leire, Little Dalby, Loughborough, Lutterworth
- Marefield, Market Bosworth, Market Harborough, Measham, Melton Mowbray, Moira, Mountsorrel
- Newton Harcourt, Newtown Linford, Normanton
- Oadby
- Peatling Parva
- Queniborough, Quorn
- Rothley
- Scalford, Seagrave, Shackerstone, Shearsby, Sheepy Magna, Sheepy Parva, Shepshed, Sileby, Slawston, Somerby, Sproxton, Stoney Stanton, Sutton Cheney, Swinford, Swithland, Syston
- Thrussington, Thurmaston, Thurnby, Twycross
- Ullesthorpe
- Waltham on the Wolds, Walton on the Wolds, Whitwick Castle, Walton, Wigston, Woodhouse Eaves, Wymeswold, Wymondham

## Sehenswürdigkeiten
- Abtei Launde
- Belvoir Castle
- Botanische Gärten von Leicester
- Bradgate Park
- Burrough Hill
- Donington Castle
- Donington Hall
- Donington Park
- Foxton Locks
- Groby Castle
- Hough Windmill
- Leicester Cathedral
- Leicester Market
- Moira Furnace
- Mountsorrel Railway
- Schlachtfeld von Bosworth
- Stanford Hall
- Stoneywell, Teil des National Trust
- Thorpe Lubenham Hall
- Twycross Zoo
- Twyford Viaduct
- Whitwick Castle
- Wistow Maze, Labyrinth nahe Leicester

## Kulinarische Spezialitäten
- Blue Stilton
- Melton Mowbray Pork Pie, Schweinefleisch-Pastete aus Melton Mowbray
- Red Leicester